# Cyber Trance Presents ELT Trance
Albums de Every Little Thing
Every Ballad Songs
(2001) The Remixes III: Mix Rice Plantation
(2002)
Cyber Trance Presents ELT Trance (titré : Cyber TRANCE presents ELT TRANCE) est le quatrième (ex aequo) album de remix de chansons du groupe Every Little Thing.

## Présentation
L'album sort le 27 février 2002 au Japon sur le label Avex Trax, un an après le précédent album original du groupe, 4 Force (entre-temps sont sortis son album de remix Super Eurobeat Presents Euro Every Little Thing et sa compilation Every Ballad Songs) ; il sort le même jour qu'un autre album de remix du groupe : The Remixes III: Mix Rice Plantation. Il atteint la 16e place du classement des ventes de l'Oricon, et reste classé 4 semaines.
Il contient des versions remixées dans le genre trance par différents DJs étrangers de quinze chansons du groupe parues précédemment en single dans leur version d'origine (des 19 singles sortis jusqu'alors, seules manquent Necessary, Sure, Graceful World, Jump, ainsi que les deuxièmes "co-face A" des quatre singles "double face A"). 
L'album fait partie d'une série d'albums de remix lancée par Avex Trax en 2001 sous le nom Cyber Trance Presents, comprenant aussi Cyber Trance presents ayu trance, Cyber Trance presents ayu trance 2, et (...) Ayu Trance 3 consacrés à Ayumi Hamasaki. 

## Liste des titres
Toutes les chansons sont écrites et composées par Mitsuru Igarashi, sauf n°3 (Mochida / Kikuchi) et n°12 (Mochida / Kunio Tago).
| CD    | CD                                                         | CD                          | CD    | CD | CD | CD | CD | CD | CD |
| No    | Titre                                                      | Remixeurs                   | Durée |    |    |    |    |    |    |
| ----- | ---------------------------------------------------------- | --------------------------- | ----- | -- | -- | -- | -- | -- | -- |
| 1.    | Future World (Mike Koglin Remix)                           | Mike Koglin                 | 3:48  |    |    |    |    |    |    |
| 2.    | Someday, Someplace (Dave 202 & Phil Green Remix)           | Dave 202 & Phil Green       | 4:06  |    |    |    |    |    |    |
| 3.    | Fragile (Airwave Remix) (fragile ...)                      | Airwave                     | 4:36  |    |    |    |    |    |    |
| 4.    | Face the Change (Dirt Devils Vs. Above & Beyond Remix)     | Above & Beyond, Dirt Devils | 3:39  |    |    |    |    |    |    |
| 5.    | Rescue Me (JamX & De Leon's DuMonde Remix)                 | JamX & De Leon's DuMonde    | 4:55  |    |    |    |    |    |    |
| 6.    | Forever Yours (VooDoo & Serano Remix) (FOREVER YOURS ...)  | VooDoo & Serano             | 3:49  |    |    |    |    |    |    |
| 7.    | Time Goes By (Darren Tate Remix) (Time goes by ...)        | Darren Tate                 | 4:51  |    |    |    |    |    |    |
| 8.    | Deatta Koro no Yō ni (Micro Tools aka Plastic Angel Remix) | Plastic Angel               | 4:43  |    |    |    |    |    |    |
| 9.    | Pray (Quo Vadis Remix)                                     | Quo Vadis                   | 4:26  |    |    |    |    |    |    |
| 10.   | For the Moment (Ferry Corsten / System F Remix)            | System F                    | 3:17  |    |    |    |    |    |    |
| 11.   | Shapes Of Love (DJ Balloon Remix)                          | DJ Balloon                  | 4:07  |    |    |    |    |    |    |
| 12.   | Ai no Kakera (Vincent De Moor Remix) (愛のカケラ ...)      | Vincent De Moor             | 5:03  |    |    |    |    |    |    |
| 13.   | Dear My Friend (Svenson & Gielen Remix)                    | Svenson & Gielen            | 3:25  |    |    |    |    |    |    |
| 14.   | Feel My Heart (Moogwai Remix)                              | Moogwai                     | 3:49  |    |    |    |    |    |    |
| 15.   | Over and Over (Chris Coco Remix)                           | Chris Coco                  | 4:33  |    |    |    |    |    |    |
| 63:04 |                                                            |                             |       |    |    |    |    |    |    |